# Agnos
Agnos település Franciaországban, Pyrénées-Atlantiques megyében. Lakosainak száma 1042 fő (2022. január 1.). Agnos Ance Féas, Asasp-Arros, Bidos, Gurmençon, Oloron-Sainte-Marie és Ance községekkel határos.

## Népesség
A település népességének változása:
| Lakosok száma | 929  | 984  | 1024 | 1019 | 1022 | 1037 | 1039 | 1041 | 1042 |
|               | 2013 | 2015 | 2016 | 2017 | 2018 | 2019 | 2020 | 2021 | 2022 |